# 毛倫 (成化進士)
毛倫（1444年—？），字秉彜，山西太平縣（今屬襄汾縣）人，直隸鎮朔衛官籍，明朝政治人物。進士出身。

## 生平
早年出身國子生，举順天鄉試第一百十名。成化十一年（1475年）乙未科進士。官至通政司通政使。

## 家族
曾祖父毛中正。祖父毛清。父亲毛德，曾任義官。
有曾孫毛鋼。